# شب ایگوانا (فیلم)
شب ایگوانا (انگلیسی: The Night of the Iguana) فیلمی به کارگردانی جان هیوستون است که در سال ۱۹۶۴ منتشر شد.

## بازیگران
- ریچارد برتون
- اوا گاردنر
- دبورا کار
- سو لاین
- جیمز وارد
- گرایسون هال
- جیمز وارد

## داستان
در مقدمهٔ داستان، کشیش کلیسای اسقفی، تی. لاورنس شانون، دچار «فروپاشی عصبی» می‌شود، پس از آنکه توسط جماعت خود طرد شده و به دلیل داشتن رابطهٔ نامناسب با یک معلم بسیار جوان مدرسهٔ یکشنبه، از مقام خود خلع می‌گردد.
دو سال بعد، شانون که اکنون به عنوان راهنمای تور برای شرکت بی‌اعتبار و کم‌اعتبار تگزاسی «Blake's Tours» فعالیت می‌کند، گروهی از معلمان مدرسهٔ تعمیدی را با اتوبوس به پورتو بایارتا، مکزیک می‌برد. رهبر خشک و سخت‌گیر این گروه، دوشیزه جودیت فلووز است که والدین شارلوت گودال، دختر ۱۶ ساله و عاشق‌پیشه، او را به عنوان سرپرست شارلوت منصوب کرده‌اند. شارلوت تلاش می‌کند شانون را اغوا کند. هنگامی که شارلوت نیمه‌شب به اتاق هتل شانون می‌رود، شانون با یادآوری رسوایی‌های گذشته از او می‌خواهد که اتاق را ترک کند. اما شارلوت به درخواست ضعیف او برای ترک اتاق بی‌توجهی می‌کند و دوشیزه فلووز، که مراقب اوست، آن‌ها را با هم می‌بیند. فلووز، شانون را به تلاش برای اغوای شارلوت متهم می‌کند و تهدید می‌کند که او را نابود خواهد کرد.
در حالی که اتوبوس به هتل گروه نزدیک می‌شود، شانون ناگهان از مسیر منحرف شده و با بی‌احتیاطی مسافران وحشت‌زده را به هتلی ارزان‌قیمت به نام کوستا ورد در میسمالویا می‌برد. او سپس درپوش توزیع برق موتور را برمی‌دارد. این هتل در حالت عادی توسط یکی از دوستان قدیمی شانون به نام فرد اداره می‌شد، اما او به‌تازگی درگذشته است و اکنون همسر بیوهٔ او، ماکسین فالک، زنی بی‌پروا و پرزرق‌وبرق، آن را اداره می‌کند. شانون ماکسین را متقاعد می‌کند که به گروه اجازه دهد در هتل بمانند، زیرا معتقد است آن‌ها نمی‌توانند به تلفن دسترسی پیدا کرده یا فرار کنند. او از ماکسین کمک می‌خواهد تا خشم دوشیزه فلووز را فرو بنشاند، و آن دو در خفا باور دارند که دوشیزه فلووز به صورت وسواس‌گونه‌ای به شارلوت علاقه‌مند است. در همین حال، شارلوت به جای شانون، هانک، رانندهٔ اتوبوس را هدف اغواهای خود قرار می‌دهد و دوشیزه فلووز اعلام می‌کند که دیگر مسئول رفتار شارلوت نیست، هرچند همچنان به شکایت خود از شانون به شرکت تورهای بلیک ادامه می‌دهد.
در همین حین، هانا جلکس، نقاشی میانسال، زیبا و پاکدامن از نانتاکت، همراه با پدربزرگ ۹۶ ساله‌اش، نونو، که شاعری سالخورده است، وارد هتل می‌شود. آن‌ها پولی ندارند، اما شانون ماکسین را متقاعد می‌کند که به آن‌ها اجازهٔ اقامت در هتل را بدهد. در طول شبی طولانی، شانون با ضعف‌هایش، چه از نظر جسمانی و چه از نظر الکل، مبارزه می‌کند. شارلوت همچنان برای او دردسر ایجاد می‌کند، این بار با کمک هانک، و شانون به نقطهٔ فروپاشی می‌رسد، مشابه ایگوانایی که پسران کابانا ماکسین آن را با طناب بسته‌اند. شانون دچار فروپاشی شده و تهدید به خودکشی می‌کند. پسران کابانا او را در یک ننو می‌بندند، در حالی که هانا با چای خشخاش و نصایح روحانی صادقانه از او پرستاری می‌کند. شانون پس از بازیابی کمی تعادل عقلانی، با انجام یک حرکت سخاوتمندانه در دنیایی خشن، ایگوانا را از طناب آزاد می‌کند.
پدربزرگ هانا، نونو، سرانجام نسخهٔ نهایی شعری را که برای پایان دادن به آن تلاش می‌کرد، دربارهٔ داشتن قلب در دنیایی فاسد، می‌خواند و سپس می‌میرد. شخصیت‌های داستان سعی می‌کنند زندگی‌های آشفتهٔ خود را حل‌وفصل کنند. ماکسین، با مشاهدهٔ صمیمیت بین شانون و هانا، پیشنهاد می‌دهد که از هتل کناره‌گیری کند و اجازه دهد آن دو آن را اداره کنند، مشروط بر اینکه شانون این پیشنهاد را بپذیرد. هانا به شانون یادآوری می‌کند که این پیشنهاد نشان‌دهندهٔ علاقهٔ عمیق ماکسین به او و رفاه اوست. شانون و ماکسین تصمیم می‌گیرند هتل را با هم اداره کنند و به هانا نیز پیشنهاد می‌دهند که در آنجا خانه‌ای داشته باشد. اما هانا با نگرشی شجاعانه برای کشف فرصت‌های زندگی به‌تنهایی آنجا را ترک می‌کند.